# José Luis Murga
José Luis Murga Gener (* 23. Juni 1927 in Sevilla; † 28. September 2005 ebenda) war ein spanischer Rechtswissenschaftler, Rechtshistoriker und Hochschullehrer. Er galt als einer der bedeutendsten spanischen Romanisten des 20. Jahrhunderts.

## Leben
Murga studierte Rechtswissenschaften an der Universität Sevilla, wo er 1954 mit der zivilrechtlichen Arbeit El arrendamiento rústico en la transmisión „mortis causa“ zum Dr. iur. promovierte. Von 1952 bis 1960 war er als Dozent an der Universität Navarra tätig, anschließend lehrte er bis 1965 an der Universität Oviedo. Mit der Berufung an die Universität Santiago de Compostela erschienen Murgas erste Publikationen zum Römischen Recht. 1969 wurde er in Santiago de Compostela zum Profesor agregado ernannt. 1971 wurde Murga von der Universität Saragossa auf den Lehrstuhl für Römisches Recht berufen. Dort lehrte und forschte er insgesamt elf Jahre, bevor er im Oktober 1982 an seine Alma Mater nach Sevilla wechselte. 1992 wurde Murga dort emeritiert.

## Werke
Murga zeichnete sich vor allem durch seine Publikationen zur Rechtsgeschichte, dem Römischen Recht und dessen Bezügen zum geltenden spanischen Privatrecht, insbesondere dem Erbrecht aus. Nach seiner Emeritierung publizierte er zudem nichtjuristische Werke, insbesondere zu christlichen Themen und Sevilla und seiner Umgebung.
- Donaciones y testamentos „in bonum animae“ en la derecho romano tardío. Ediciones Universidad de Navarra, Pamplona 1968 (spanisch).
- La venta de las „res divini iuris“ en el derecho romano tardío. Universidad de Santiago de Compostela, Santiago 1971 (spanisch).
- Rebeldes a la República. Ariel, Barcelona 1979, ISBN 84-344-0802-3 (spanisch).
- Derecho romano clásico II: El proceso. Universidad de Zaragoza, Zaragoza 1980, ISBN 84-600-2106-8 (spanisch).
- Rocío: un camino de canciones. Universidad de Sevilla, Sevilla 1991, ISBN 84-7405-677-2 (spanisch).
- Cofradías de Sevilla: un camino de esplendores. Ediciones Guadalquivir, Sevilla 1994, ISBN 84-8093-961-3 (spanisch).
- Pilatos llora en Sevilla. Ediciones Guadalquivir, Sevilla 1995, ISBN 84-8093-109-4 (spanisch).

Hinzu kommen zahlreiche römischrechtliche Aufsätze in Fachzeitschriften wie Conceptos romanos básicos para el moderno derecho administrativo in: Romanitas 9 (1970), S. 497–527.